# Keleti kerület (Hongkong)
Keleti kerület (kínaiul: 東區, jűtphing (jyutping): 
Dung1 keoi1, magyaros: Tung khöü) Hongkong egyik kerülete, mely Hongkong-sziget városrészhez tartozik. Itt található a Hongkongi Partvédelmi Múzeum.